# Cheie hidrant

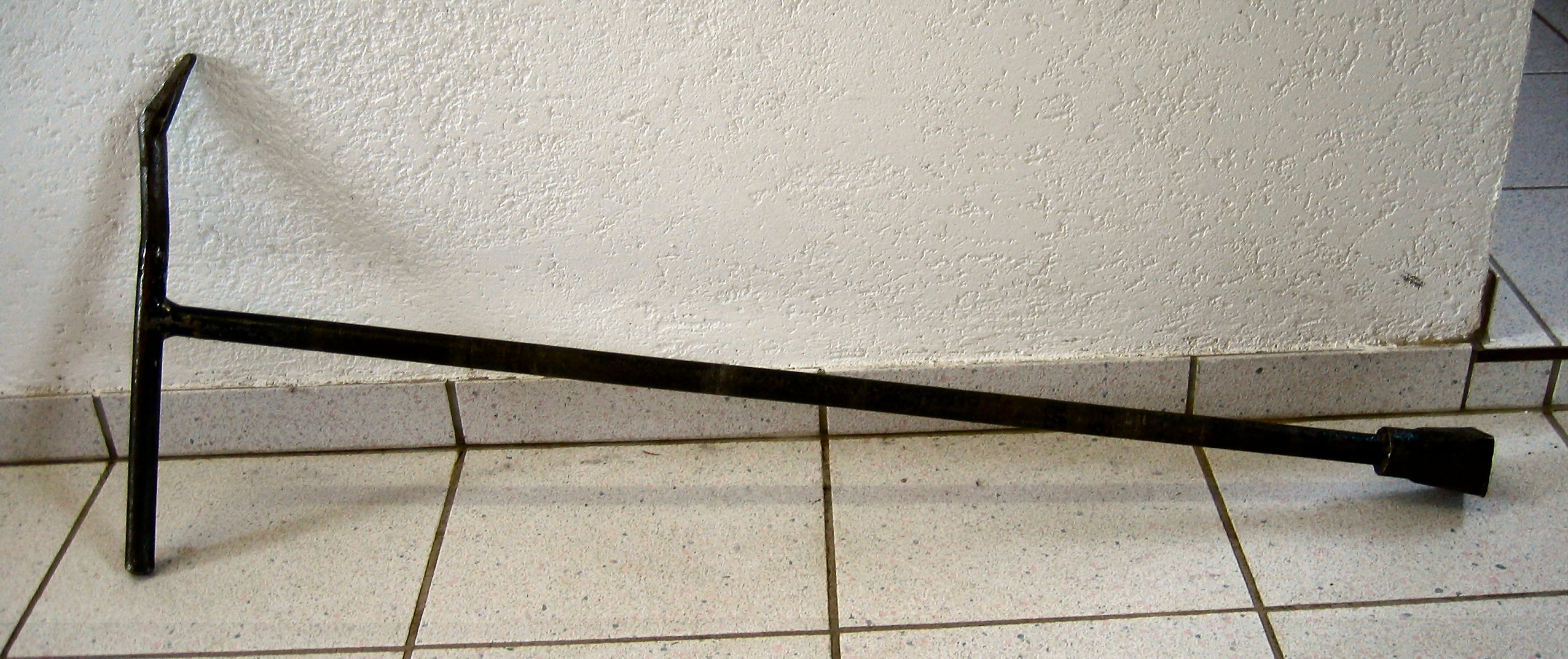
Cheie hidrant DIN 3223 C

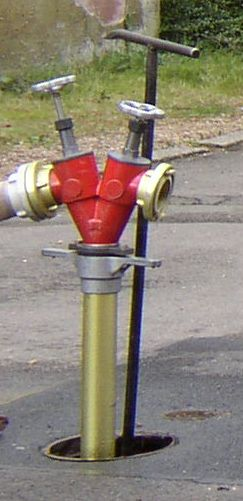

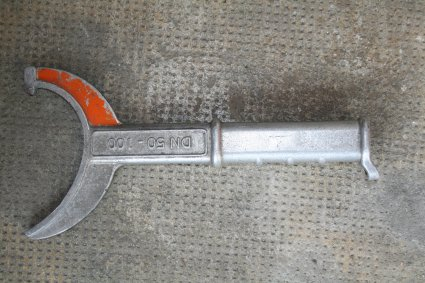
Cheie hidrant

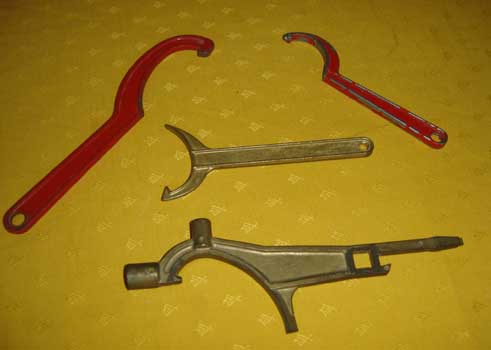
Chei hidrant

Cheia hidrant este o unealtă folosită  la deschiderea hidranților supraterani..